# Станко Балтић
Станко Балтић, (Горњи Орловци код Приједора, 7. јул 1943) пуковник ВРС у пензији. Бивши командант 27. моторизоване бригаде Војске Републике Српске.

## Биографија
Артиљеријску подофицирску школу завршио је 1960. у 3адру, Војну академију копнене војске, смјер артиљерија, 1966. у Београду, а Командно-штабну академију копнене војске 1978. године. Службовао је у гарнизонима Шибеник, Љубљана, Ајдовшчина, Постојна и Бања Лука. Службу у ЈНА завршио је на дужности начелника артиљерије у органу родова у команди корпуса, у чину пуковника, у који је унапријеђен 18. октобра 1991. У ВРС је био од дана њеног оснивања до пензионисања, 22. маја 1999. Био је командант бригаде и начелник артиљерије у органу родова команде 1. крајишког корпуса. Живи у Приједору.

## Одликовања и признања
- Медаљом за војне заслуге
- Орден за војне заслуге са сребрним мачевима,
- Орден народне армије са сребрном звијездом